# Albert Moritz Rusche

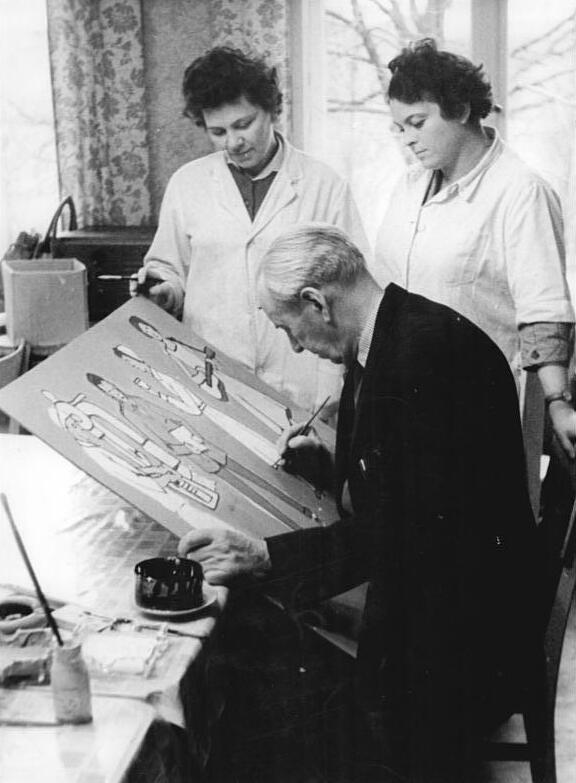
Moritz Rusche bei der Anleitung eines Malzirkels (1961)

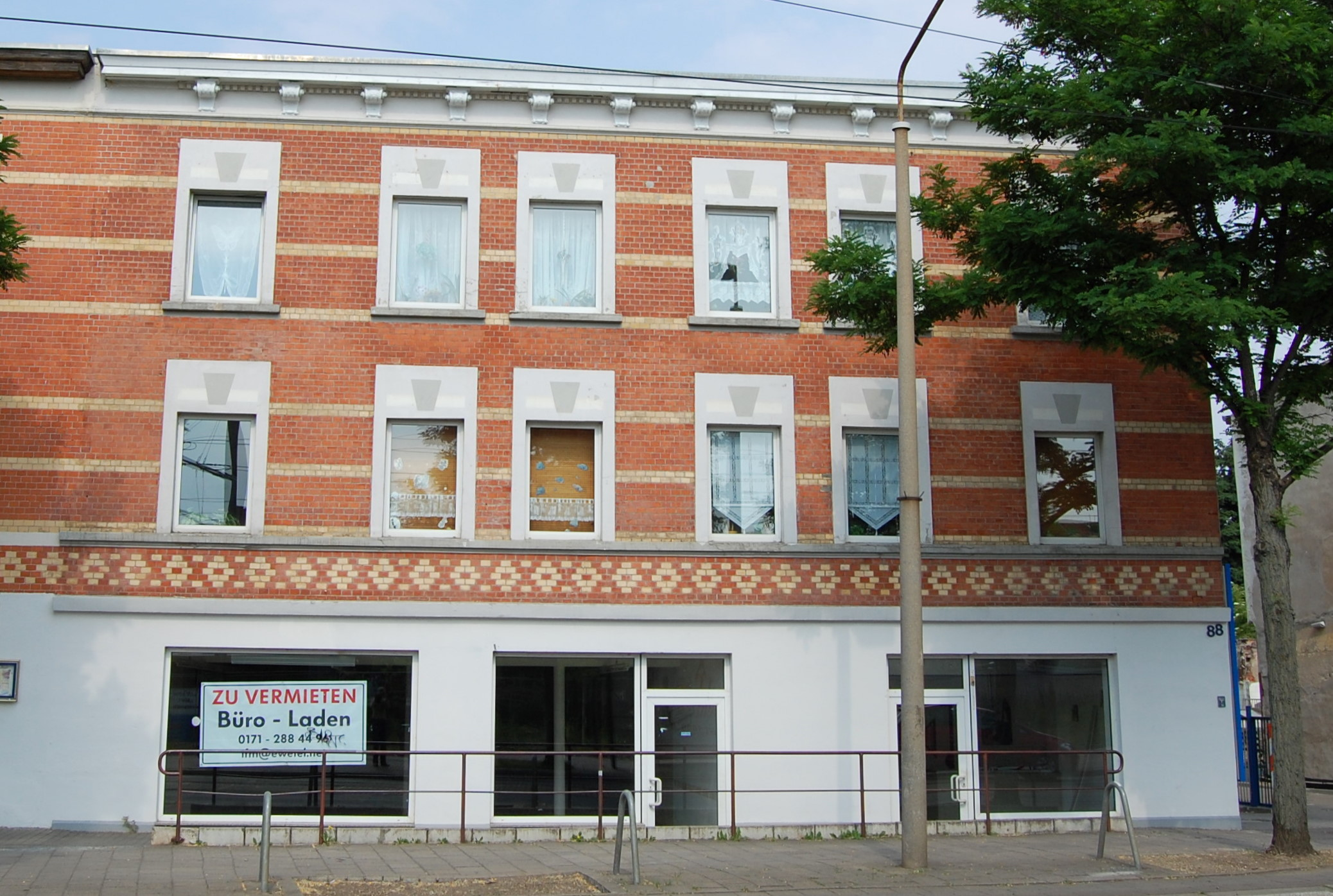
Vorderhaus Alt Salbke 88, Wohnhaus von Moritz Rusche in Magdeburg-Salbke (2010)

Albert Moritz Rusche (* 3. November 1888 in Zeddenick; † 10. April 1969 in Magdeburg) war ein deutscher Maler und Zeichner.

## Leben
Moritz Rusche wurde als Sohn des Gutspächters in Zeddenick, Leopold Albert Rusche geboren. Er wuchs in Magdeburg auf und besuchte die Kunstgewerbe- und Handwerkerschule Magdeburg. Er nahm dann ein Studium an der Kunstakademie München und an Hochschule für bildende Kunst in Weimar und in Kassel auf. Er genoss dabei eine Ausbildung durch Angelo Jank und Hans Olde. Bei Fritz Mackensen war er Meisterschüler. Nach seiner Militärzeit während des Ersten Weltkrieges kehrte er nach Magdeburg zurück und arbeitete ab 1919 als Pressezeichner, zuletzt bis 1950 bei der Magdeburger Volksstimme. Darüber hinaus schuf er viele Werke, die sich mit den Regionen Magdeburg und Ostpreußen befassen, wobei er unterschiedliche Techniken wie Aquarell, Graphik, Holzschnitt, Öl und Radierung nutzte. 1946 war Rusche mit einem Aquarell („Alpenlandschaft“) auf der Ausstellung bildender Künstler des Bezirks Magdeburg in Magdeburg vertreten. Gesundheitlich eingeschränkt war er bald nur freischaffend tätig. Er erhielt viele Aufträge von öffentlichen Stellen und Unternehmen und leitete Zeichenzirkel in Magdeburger Betrieben wie dem VEB Fahlberg-List und dem VEB Meßgeräte- und Armaturenwerk „Karl Marx“.
Von den 1930er Jahren bis zu seinem Tode lebte er im Magdeburger Stadtteil Salbke im damaligen Hinterhaus des Grundstücks Alt Salbke 88. Seine Witwe verstarb in den 1980er Jahren. Bis zu ihrem Tode lebte sie im Hinterhaus Alt Salbke 88. Dieses Grundstück, Vorder- und Hinterhaus, sowie der angrenzende Garten befanden sich im Eigentum Rusches.

## Werke (Auswahl)
- Blick auf Nidden
- Stürmischer Tag auf der Kurischen Nehrung
- Der Bahnhof Magdeburg vom Hochhaus gesehen
- Zuckerfabrik Wanzleben
- Braunkohlenwerk Nachterstedt
- Bodelandschaft